# Frascati novello
Il "Frascati novello" è un vino che, nel passato (fino al 2011), ha usufruito della menzione DOC. Come tale veniva prodotto in una zona ristretta della provincia di Roma. Dopo il 2011 le eventuali ulteriori produzioni non potranno più fregiarsi di tale riconoscimento.
I dati qui riportati vengono conservati per fini storici.

## Caratteristiche organolettiche
colorepaglierino più o meno intenso.
odorevinoso, intenso, fruttato, ricorda l'uva ammostata
saporesapido, morbido, leggermente acidulo, talvolta vivace.

## Produzione
Provincia, stagione, volume in ettolitri
- Roma (1991/92) 110,98
- Roma (1992/93) 60,34